# Parfums Caron
Pour les articles homonymes, voir Caron.
La maison Parfums Caron est une maison de parfumerie française fondée en 1904 par Ernest Daltroff. Au cours de son histoire elle a créé de nombreux parfums parmi lesquels Pour un homme. En 2019, la marque appartient au groupe Cattleya.

## Histoire et distribution de la marque
La maison Parfums Caron est fondée en 1904, par Ernest Daltroff (1867-1941) qui choisit un nom court, qui se retient facilement et peut se prononcer en plusieurs langues tout en étant associé à la France. La maison s'établit au 10 rue de la Paix à Paris.
En 1906, Ernest Daltroff rencontre Félicie Wanpouille (1874-1967), jeune modiste qui travaille également rue de la Paix, elle le présente à sa clientèle, puis devient son associée et sa muse. Débute alors une collaboration essentielle pour les parfums Caron: il crée les parfums, elle les flacons,.
Les parfums et les poudres sont d'abord diffusés en France métropolitaine par l'intermédiaire d'un réseau de grands magasins parisiens exclusifs, ainsi qu'au Maroc et dans les grandes villes d'Algérie. Les  droits de la marque sont enregistrés à Berne en 1913 et répercutés jusqu'à la république de Cuba (1902- 1959). À partir de 1923, Caron s'établit sur le marché américain.

## Parfums
Le premier parfum célèbre de la maison, Narcisse Noir (1911) est une composition dont l’originalité réside dans une note de cœur à base d’orange, relevée par la rose et le jasmin. Le flacon encrier ellipsoïdal inspiré de l’Art nouveau a été réalisé par le verrier Julien Viard. Ce parfum touche une clientèle internationale ; ainsi  dans les années 1950, sur le tournage de Sunset Boulevard, Gloria Swanson dit porter le parfum Narcisse noir.
Les parfums évoquent souvent le contexte de l'époque. D’abord imaginé en poudre, le parfum N’aimez que moi est lancé en 1917, pensé pour les jeunes femmes attendant le retour de leur bien-aimé parti à la guerre.
En 1919, la guerre est terminée et les femmes découvrent le plaisir de fumer le tabac blond de Virginie et la mode Garçonne. Caron invente alors le parfum Tabac blond qui fut « immédiatement adopté par les femmes affranchies, aspirant à de nouvelles libertés », selon Jean-Marie Martin-Hattemberg.
En 1932, après les exploits des premières femmes pilotes d’aviation, Ernest Daltroff lance En avion. Le coffret imite un colis de l’Aéropostale.
Alors que les femmes découvrent le sport et la vitesse, Daltroff crée un parfum léger et dynamique, à l’image du nouveau mode de vie des femmes. En 1933, il lance Fleur de rocaille, qui représente la féminité moderne des années 1930. Anne Davis le décrit comme « une fragrance vivace comme la rocaille brûlante chauffée au soleil et délicate comme la fleur qui se pose dessus ».
1934 est l’année de création de Pour un homme. À l’époque où les hommes utilisent principalement des eaux de Cologne, Ernest Daltroff qui a toujours été convaincu qu'un homme devait se parfumer lance audacieusement son parfum masculin,,. Il met à l’honneur un ingrédient alors apprécié par les hommes : la lavande.
Puis, en 1954, Félicie Wanpouille lance un nouveau parfum autour du piment. Naît alors un oriental épicé explosif, Poivre.
La réalisation des flacons des parfums Caron est parfois confiée aux ateliers Baccarat ou Viard. En 2019 ce sont surtout les fontaines à parfum qui sont réalisées par Daum ou Baccarat.
La maison est aussi connue pour ses poudres libres parfumées à la Rose de Bulgarie. En 1906 est lancé le Pompon poudre, dont la principale innovation réside dans le mode d’application, la poudre étant enfermée dans un sachet unidose micro-perforé rend le produit nomade. Les femmes peuvent alors se poudrer en toute occasion.

## Société
Caron est une des plus anciennes maisons de parfums françaises encore exclusivement vouées au parfum. Elle est aussi une des rares à ne porter le nom de son créateur.
Après la première guerre mondiale, en 1918, Ernest Daltroff est invité à se rendre à l’Exposition internationale de science, arts et industries à New York (Bronx International Exposition of Science, Arts and Industries) avec son concurrent Coty, il y remporte le prix de l'entreprise la plus dynamique, ce qui lui ouvre le marché américain pour la période de l'entre-deux-guerres.
En 1923 une boutique est ouverte  sur la Cinquième Avenue, suivant la création d'une filiale new-yorkaise, « The Caron Corporation », avec une usine à l'extérieur de la ville. En 1925, les trois quarts de l'activité totale de Caron étaient réalisés aux États-Unis.
En 1937 Caron est le premier parfumeur invité  à participer à l’Exposition internationale des « Arts et des Techniques appliqués à la Vie moderne », indique Catherine Saint-Jean pour  Le Figaro.
En 1939, Daltroff s’exile à New York ; il laisse alors la gestion en France à Félicie Wanpouille. Pendant l’occupation, l’entreprise est menacée de confiscation par l'état français occupé du fait de l'origine juive de son fondateur. Wanpouille, à la suite du décès d'Ernest Daltroff, par acte au dernier vivant, devient la gérante majoritaire de la société en 1943.
Dès la fin de la guerre, Félicie Wanpouille dirige la société avec le parfumeur Michel Morsetti (engagé en 1920 et formé par Ernest Daltroff), et installe en 1946 Caron dans de somptueux locaux décorés par Jansen au 10 de la place Vendôme. À sa retraite en 1962, l’entreprise est rachetée par la Banque Hottinger. Le gestionnaire Jean-Paul Elkann vend les salons de la place Vendôme et dépoussière la marque qui reste cependant française mais rachetée en 1967 par les laboratoires Robins de Richmond (Virginie). En 1979, le gestionnaire Henri Bertrand, qui vient de chez Jean Patou, souhaite un retour aux valeurs de la marque et ouvre une boutique avenue Montaigne en 1984. En 1986, lors de la fusion-acquisition Révillon-Cora, le groupe ne souhaite pas accompagner son gérant dans la direction de prestige qu'il avait prise. Plusieurs gérants se succèdent.
En 1997 Caron est cédée à L.T. Piver. En 1998, c'est le groupe Alès qui en fait l'acquisition, modernisant quelques assemblages et insistant sur la qualité et les ingrédients naturels, il ouvre une boutique proche de l'Élysée et une autre  sur Madison Avenue à New York et souhaite développer le marché du Moyen-Orient, ciblant également celui de la Russie. Alès cède la marque fin 2018 au groupe Cattleya Finance SA,,.
Selon les analyses, la majorité des ventes de la maison est réalisée grâce au parfum masculin Pour un homme.
La maison Caron est labellisée entreprise du patrimoine vivant et est membre du Comité Colbert partageant les critères d' « ambition internationale, de qualité, de créativité, de poésie de l'objet et d'éthique ».